# Tianliao
Tianliao (chinesisch 田寮區, Pinyin Tiánliáo Qū, W.-G. T'ien2-liao2 Ch'ü1) ist ein Stadtbezirk von Kaohsiung in der Republik China (Taiwan).

## Beschreibung
Tianliao liegt an der nördlichen Grenze Kaohsiungs zur Nachbarstadt Tainan. Der Bezirk hat ungefähr die Form eines Polygons mit einer maximalen Nord-Süd-Ausdehnung bzw. West-Ost-Ausdehnung von etwa 11 bis 12 km. Die Topografie ist durch Hügelland gekennzeichnet, und nur etwa 10,5 km² werden landwirtschaftlich genutzt. Die restliche Fläche besteht aus Wald mit Tonerde-Böden sowie Felsen. An mehreren Stellen gibt es sogenannte Badlands (vegetationsarme Erosionsflächen). Die benachbarten Verwaltungseinheiten sind die Stadtbezirke Neimen im Nordosten, Qishan im Südosten, Yanchao im Süden, Gangshan und Alian im Westen sowie Guanmiao und Longqi im Norden (die letztgenannten zwei in Tainan, alle übrigen in Kaohsiung). Das Klima ist subtropisch mit einer Mitteltemperatur über 20 °C in den Monaten April bis Oktober und über 10 °C im Rest des Jahres. 80 % des Jahresniederschlags fallen in den Sommermonaten, die auch die Taifun-Saison sind, während die Winter relativ trocken sind.

## Geschichte
Ab dem 17. Jahrhundert wurde die Gegend von Tianliao von Einwanderern, die überwiegend aus der Umgebung von Zhangzhou und Quanzhou in der festlandchinesischen Provinz Fujian stammten, besiedelt. Während der Zugehörigkeit Taiwans zum Kaiserreich China unterstand Tianliao ab 1796 der Gerichtsbarkeit des Landkreises Fengshan. Zur Zeit der japanischen Kolonialherrschaft (1895–1945) wurde Tianliao 1920 als „Dorf“ (庄,  Zhuāng) in der Präfektur Takao organisiert. Nach der Übernahme Taiwans durch die Republik China entstand am 1. August 1946 aus der vormaligen Präfektur der Landkreis Kaohsiung. Die alten Verwaltungsgrenzen wurden dabei belassen und aus dem Dorf wurde die „Landgemeinde“ (鄉,  Xiāng) Tianliao. Zum 25. Dezember 2010 wurde der Landkreis Kaohsiung aufgelöst und vollständig in die Stadt Kaohsiung eingemeindet. Aus der Landgemeinde wurde der „Stadtbezirk“ (里,  Qū) Tianliao.

## Bevölkerung
Im Jahr 1946 hatte Tianliao 13.104 Einwohner. Bis zum Jahr 1959 stieg Bevölkerung auf 18.161 an und fiel seitdem wieder auf zuletzt (2019) etwa 7100. Im Laufe der Jahrzehnte wanderten Zehntausende Menschen ab. Die Gründe lagen in den ungünstigen Lebensverhältnissen vor Ort, den unfruchtbaren Böden und der Verkehrsrandlage des Bezirks. Der indigene Bevölkerungsanteil ist sehr gering. Ende 2018 gehörten nur 8 Personen (0,1 %) den indigenen Völkern an.

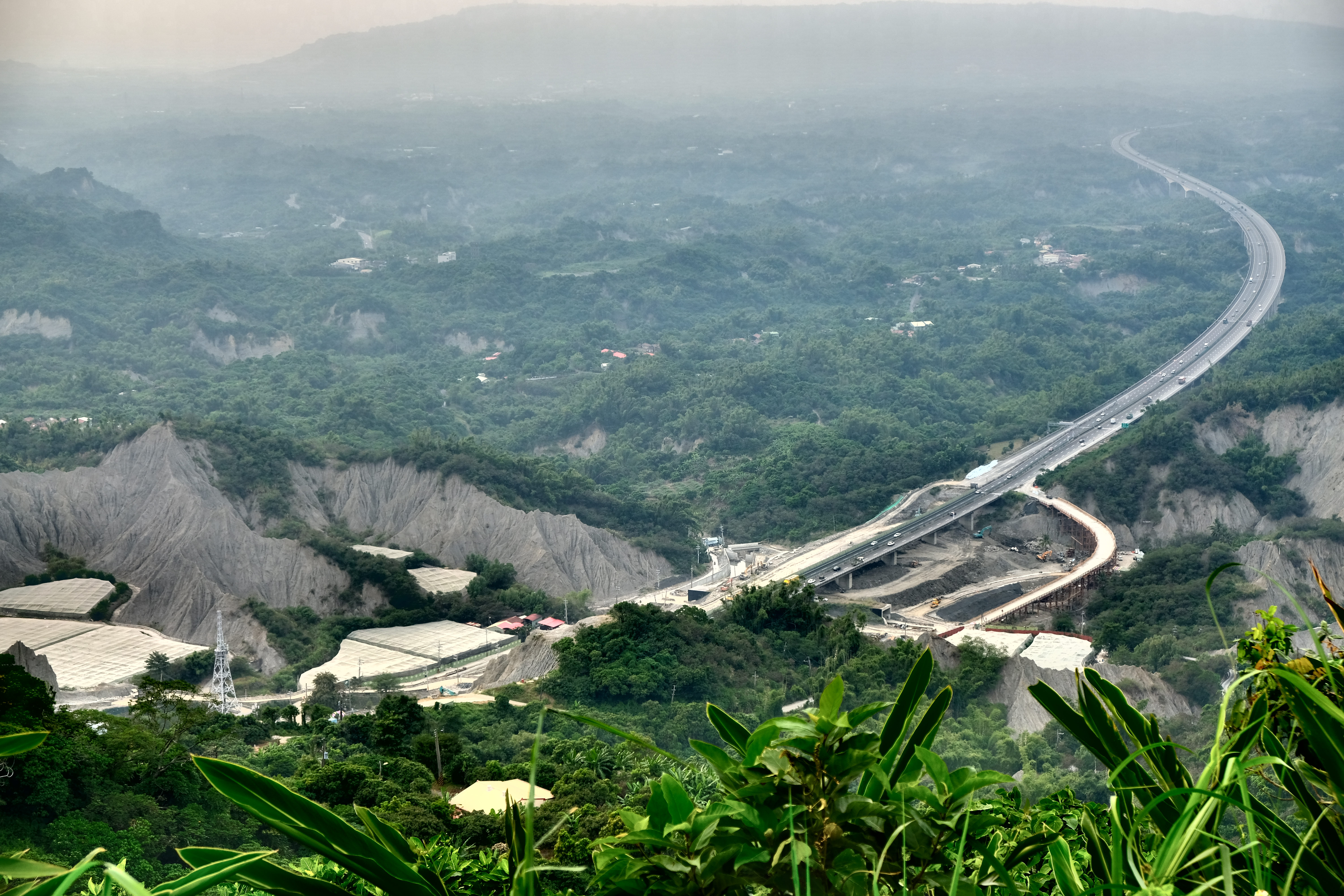
Luftbild der Autobahn 3 in Tianliao

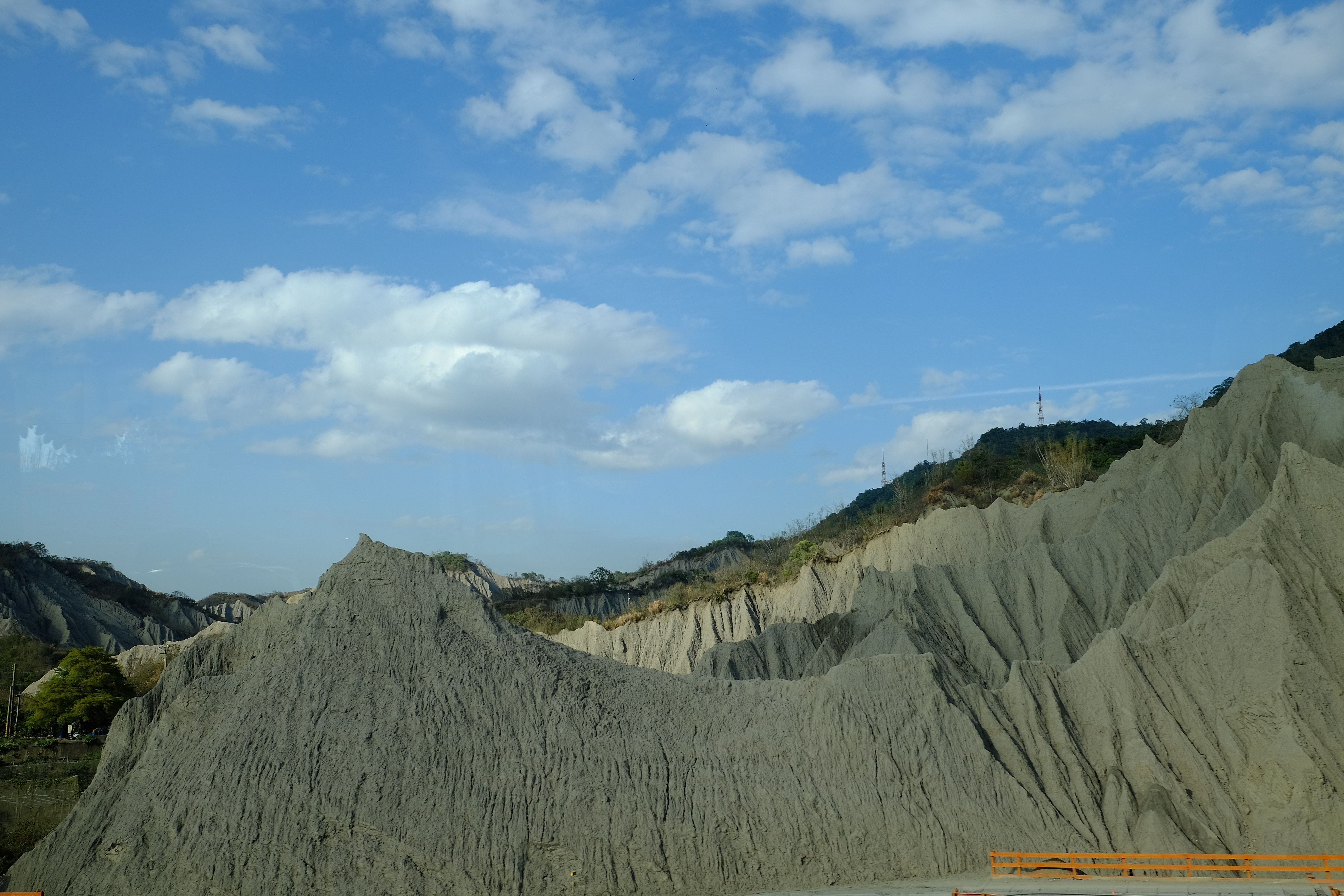
„Mondlandschaft“ von Tianliao

| Gliederung Tianliaos |
|                      |

## Verwaltungsgliederung
Tianliao ist in 10 Stadtteile (里, Li) untergliedert:
1 Guting (古亭里)

2 Xide (西德里)

3 Chongde (崇德里)

4 Sanhe (三和里)

5 Lupu (鹿埔里)

6 Nan’an (南安里)

7 Datong (大同里)

8 Xinxing (新興里)

9 Qixing (七星里)

10 Tianliao (田寮里)

## Wirtschaft
Haupterwerbszweig ist die Land- und Forstwirtschaft. Es wird Obstanbau (Longan, Guaven, Chinesische Jujube, Mangos, Bambussprossen, Banane, Pampelmusen), Imkerei, Geflügel- und Schweinezucht betrieben. Im Jahr 2019 gab es mehr als 7.300 ha Wald, von dem sich etwa 2/3 in staatlichem und etwa 1/3 in privatem Besitz befanden.

## Verkehr
Tianliao wird von der Nationalstraße 3 (Autobahn), die von Nordnordwesten nach Südsüdosten zieht, durchquert. Diese wird im Nordwesten Tianliaos von der Provinzstraße 28 gekreuzt, die in West-Ost-Richtung verläuft.

## Sehenswürdigkeiten
Tianliao ist kein ausgesprochenes Touristenziel. Überregional bekannt ist der „Mondwelt-Landschaftspark“ (月世界地景公園,  Yuè shìjiè dejǐng gōngyuán, englisch Moon World Landscape Park ) in den Dörfern Chongde und Guting, wo ausgedehnte vegetationslose Badlands besichtigt werden können. Auf dem Dagangshan-Golfplatz (大崗山高爾夫球場,  Dàgǎngshān gāo'ěrfū qiúchǎng ) ist Golf möglich. Außerdem gibt es mehrere kleine Tempel und Pavillons.